# Sidney Allen
William Sidney Allen (18 marzo 1918 – 22 aprile 2004) è stato un linguista e glottologo britannico.

## Biografia
Noto soprattutto per i suoi studi sulla fonetica indoeuropea, Allen studiò al Christ's Hospital e successivamente al Trinity College di Cambridge, dove vinse una borsa di studio in studi classici. Insegnò prima alla School of Oriental and African Studies come lettore di fonetica (1948-51) e in seguito di linguistica comparativa (1951-55), poi tenne la cattedra di filologia comparativa all'Università di Cambridge fino al pensionamento nel 1982. Fra i suoi insegnanti e ispiratori troviamo N. B. Jopson, Harold Bailey e J. R. Firth, mentre R. H. Robins fu suo collega.
La sua influenza fu fondamentale per la formazione di molte importanti figure della linguistica britannica, come George Hewitt, John Lyons, John C. Wells e Geoffrey Horrocks, che ora è titolare della cattedra di filologia comparativa tenuta da Allen. Allen diede anche impulso alla linguistica inglese del XX secolo, facendo in modo che si sviluppasse come una disciplina distinta: negli anni '60 spinse il consiglio generale dell'Università di Cambridge ad assumere insegnanti e fondò una speciale sezione di linguistica all'Accademia Britannica nei primi anni '70. L'Università di Cambridge gli ha dedicato un premio, assegnato ai laureati che dimostrano particolari meriti in linguistica.

## Opere principali
- Phonetics in Ancient India (1953)
- On the Linguistic Study of Languages (conferenza inaugurale, 1957)
- Sandhi (1962)
- Vox Latina (1965, II edizione 1978)
- Vox Graeca (1968, III edizione 1987)
- Accent and Rhythm (1973)